# Загорське сільське поселення
Заго́рське сільське поселення (рос. Загорское сельское поселение) — сільське поселення у складі Новокузнецького району Кемеровської області Росії.
Адміністративний центр — селище Загорський.

## Історія
Станом на 2002 рік існували Бунгурська сільська рада (село Бунгур, присілки Глуховка, Шарап, селища 75-й Пікет, 360 км, Загорський, Івановка, Мир, Підгорний, Розсвіт, Южний) та Костьонковська сільська рада (села Березово, Костьонково, присілки Мостова, Талова, селища Алексієвка, Ананьїно, Апанас, Верх-Кінерки, Красний Холм, Новий Урал).
2013 року були ліквідовані Бунгурське сільське поселення та Костьонковське сільське поселення, території утворили нове Загорське сільське поселення, центром стало селище Загорський.

## Населення
Населення — 6675 осіб (2019; 6538 в 2010).

## Склад
До складу поселення входять:
| Населений пункт      | Населення, осіб (2002) | Населення, осіб (2010) |
| -------------------- | ---------------------- | ---------------------- |
| 75-й Пікет, селище   | 22                     | 6                      |
| 360 км, селище       | 48                     | 58                     |
| Алексієвка, селище   | 63                     | 38                     |
| Ананьїно, селище     | 77                     | 38                     |
| Апанас, селище       | 168                    | 136                    |
| Березово, село       | 353                    | 365                    |
| Бунгур, село         | 612                    | 581                    |
| Верх-Кінерки, селище | 12                     | 4                      |
| Глуховка, присілок   | 15                     | 8                      |
| Загорський, селище   | 1492                   | 1632                   |
| Івановка, селище     | 3                      | 2                      |
| Костьонково, село    | 1544                   | 1688                   |
| Красний Холм, селище | 2                      | 4                      |
| Мир, селище          | 618                    | 572                    |
| Мостова, присілок    | 18                     | 34                     |
| Новий Урал, селище   | 15                     | 12                     |
| Підгорний, селище    | 283                    | 227                    |
| Розсвіт, селище      | 814                    | 829                    |
| Талова, присілок     | 95                     | 113                    |
| Шарап, присілок      | 16                     | 4                      |
| Южний, селище        | 182                    | 187                    |